# Gaya (manzana)
Gaya es el nombre de una variedad cultivar de manzano (Malus domestica) Esta manzana está cultivada en la colección de germoplasma de manzanas del CSIC, también está cultivada en la colección de germoplasma de peral y manzano en la "Finca de Gimenells de la Estación Experimental de Lérida - IRTA". Esta manzana es originaria de la Comunidad autónoma de Aragón, procedente de un ejemplar localizado en el año 1995 en Noales, comarca de La Ribagorza, Huesca.

## Sinónimos
- "Poma Gaya",[3]
- "Manzana Gaya".[7]

## Historia
'Gaya' es una variedad de manzana de Aragón, está catalogada con el número de accesión M020 en el Banco de germoplasma de peral y manzano de la Universidad de Lérida, que se encuentra integrado en la Red de Colecciones del Programa de Conservación y Utilización de los Recursos Fitogenéticos para la Alimentación y la Agricultura, del Plan Nacional de I+D+I.
'Gaya' está considerada con otras muchas de las entradas que se han incorporado al Banco de germoplasma en la "Finca de Gimenells de la Estación Experimental de Lérida - IRTA", provienen de ejemplares únicos, en algunos casos, actualmente desaparecidos, lo que ha permitido paliar la erosión genética que se está dando en estas especies frutales.
'Gaya' es una variedad que se cultiva para su conservación genética, para posibles usos y mejoras en cruces con otras variedades, para incrementar cualidades o intercambiarlas.

## Características
El manzano de la variedad 'Gaya' tiene un vigor medio de tipo ramificado, con porte erguido; ramos con pubescencia fuerte, de un grosor delgado, con longitud de entrenudos medios, número de lenticelas medio, relación longitud/grosor de los entrenudos grande, tipo de ramos fructíferos sin predominio; época de inicio de floración muy tardía, yema fructífera de forma cónica de una longitud corta, flor no abierta presenta color del botón floral amarillento rosado, flor de tamaño medio, pétalos con posición relativa de los bordes superpuestos, inflorescencia con número medio de flores medio, de forma medianamente cupuliforme, sépalos de color predominante verde, sépalos de longitud media, con los pétalos de longitud corta y anchura media, siendo la relación longitud/anchura de los pétalos más largos que anchos, estilos con longitud en relación con los estambres de más largos, estilos con punto de soldadura lejos de la base.
Las hojas tienen un porte erguido en relación con el ramo, limbo de longitud medio y de anchura estrecho, con una relación longitud/anchura elevada, forma del borde aserrada, peciolo con longitud largo, forma del limbo elíptico-ensanchada, aspecto de la superficie del haz medianamente brillante, pubescencia del envés media, plegamiento de la superficie plana, tamaño de la punta grande, forma de la base aguda, estípulas con una forma muy foliáceas, y ángulo del peciolo respecto al ramo mediano.
La variedad de manzana 'Gaya' tiene un fruto de tamaño y peso medio-grande; forma globosa aplanada, relación longitud/anchura media, lados (ausencia o presencia de lados marcados) fuerte, posición de la anchura máxima en el medio; piel con estado ceroso débil, pruina de la epidermis fuerte; con color de fondo verde blanquecino, importancia del sobre color medio, sobre color de superficie rosa, siendo su intensidad mediano, reparto del color en la superficie placas con estrías, acusando unas lenticelas pequeñas, y una sensibilidad al "russeting" (pardeamiento áspero superficial que presentan algunas variedades) en las caras laterales débil; pedúnculo con una longitud muy corto, y un grosor medio, anchura de la cavidad peduncular media, profundidad de la cavidad pedúncular media, y con importancia del "russeting" en cavidad peduncular medio; coronamiento por encima del cáliz ausente o muy débil, anchura de la cav. calicina media, profundidad de la cav. calicina poco profunda, y con importancia del "russeting" en cavidad calicina ausente o muy débil; ojo pequeño, parcialmente abierto; longitud de sépalos medios.
Carne de color verdosa, con oscurecimiento de la carne al corte fuerte; textura media, dureza sensorial dura, con jugosidad seca; sabor regular, valoración global regular; corazón con distinción de la línea media; eje abierto; lóculos carpelares completamente abiertos; porte del sépalo parcialmente extendido; semilla de longitud grande, de anchura muy ancha, y de color marrón.
La manzana 'Gaya' tiene una época de maduración y recolección de fruto media, inicios de otoño. Se usa como manzana de mesa fresca y para sidra.

## Calidad de fruto y prueba de cata
- Peso del fruto: Medio
- Calibre del fruto: Grande
- Longitud del fruto: Muy grande
- Índice de almidón: Alto
- Dureza medida de la carne: Media
- Índice refractométrico (IR): Medio
- Acidez titulable: Alta
- Jugosidad de la carne: Medio
- Textura de la carne: Media
- Dureza sensorial de la carne: Dura
- Dulzor: Medio
- Acidez: Media
- Intensidad del sabor de la carne: Media
- Sabor: Regular
- Valoración global del fruto: Regular.[3]

## Características Agronómicas
- Afinidad del injerto (compatibilidad): Buena
- Facilidad de formación y poda: Media
- Tipo de fructificación: Tipo II
- Precocidad varietal: Poco precoz
- Vecería: Alta
- Productividad: Media
- Necesidad de aclareo: Baja
- Escalonamiento de la maduración del fruto: Muy largo
- Sensibilidad a la caída en maduración: sin datos
- Aptitud para la conservación del fruto en árbol: sin datos
- Aptitud para la conservación del fruto en almacén o cámara: sin datos
- Sensibilidad al moteado: sin datos
- Sensibilidad al oídio: sin datos
- Sensibilidad a pulgón lanígero: sin datos.[3]